# San Simón de Guerrero
San Simón de Guerreroes una localidad del Estado de México, es cabecera del Municipio de San Simón de Guerrero. De acuerdo con la información recopilada en el más reciente censo realizado por el INEGI en 2020, la población de San Simón de Guerrero asciende a 6,692 habitantes, de los cuales 3,439 son mujeres y 3,253 son hombres.
La cabecera municipal de San Simón de Guerrero está geográficamente ubicada en las coordenadas 100° 0′ 15″ O de longitud y 19° 1′ 16″ N de latitud. Este municipio se sitúa a una altitud de 2,145 metros sobre el nivel del mar.

## Toponimia
El municipio y la cabecera que hoy conocemos como San Simón tienen un origen ancestral, remontándose a 1569 cuando el pueblo era llamado "San Simón Cuitepec". En sus primeros años, se le identificaba como "San Simón de los Herreros" debido a la principal ocupación de sus habitantes, la herrería.
El 13 de octubre de 1881, la Legislatura del Estado de México emitió el decreto número 31, estableciendo la creación de un nuevo municipio bajo el nombre de "San Simón de Guerrero". Esta designación rinde homenaje al héroe de la Independencia de México, Vicente Guerrero Saldaña. La firma de este decreto fue responsabilidad del gobernador José Zubieta.

## Historia

### Prehistoria
Hace 15 a 20 mil años, en Cuitepec (San Simón de Guerrero), los habitantes cazaban mamuts en las áreas lacustres e Iztapa (San Miguel), conocida como "la ciudad de la sal", dejó vestigios como puntas de lanza, cuchillos de obsidiana y destacadas pinturas rupestres en el monte de Mina de Agua.

### Época Prehispánica
En los primeros tiempos, los grupos eran cazadores que utilizaban pieles de animales y ya conocían el fuego. La lengua matlatzinca persistió hasta el siglo XVII en regiones como Tejupilco, Temascaltepec y sus alrededores. Las etnias del Matlatzinco, de filiación náhuatl y pertenecientes a la familia otomí-pame, incluían a matlatzincas, mazahuas, otomíes, ocuiltecas, tlahuicas y atzingas en el valle, y pirindas o charenses en el occidente.

### Períodos Preclásicos y Clásicos
En el Periodo Preclásico inferior (12 a 7 mil años a. C.), se intensificó la agricultura, recolección, caza y pesca, con agrupaciones familiares incipientes en Cuitepec. En el Preclásico superior, predominó la cultura náhuatl, con aldeas en núcleos ceremoniales como Cuitepec.
En el Horizonte cultural primitivo o arcaico, se practicó la horticultura, se inventó la alfarería y se formaron pequeñas aldeas como una organización social inicial. Hace más de 3,500 años a. C., los matlatzincas volvieron a ocupar el territorio, dedicándose al cultivo del maíz.
Durante el Clásico tardío, la agricultura evolucionó y los chichimecas influyeron en el Matlatzinco, fundándose en el año 800 d. C. el pueblo de Cuitepec. Alrededor del año 1200 d. C., Teotihuacán cayó, y sus habitantes se trasladaron a Tula y Toluca.
Conquista azteca del valle del Matlatzinco: En 1476, Axayácatl conquistó todo el valle del Matlatzinco, incluyendo Cuitepec. Las minas prehispánicas de San Gabriel de los Herreros (hoy Guerrero) eran conocidas y explotadas de manera rudimentaria.

### Dominación española
En la segunda quincena de julio de 1521, Gonzalo de Sandoval conquistó el Matlatzinco. Gonzalo de Umbría confirmó la existencia de abundantes minas en el sur del Matlatzinco, que los españoles tomaron posesión y explotaron. Durante el siglo XVI, se llevó a cabo la evangelización de Cuitepec por el Clero Secular del Arzobispado de México, bautizándola como San Simón de los Herreros (hoy San Simón de Guerrero). Se construyeron las iglesias de San Gabriel Cuentla y San Diego Cuentla en el siglo XVII.

### Las Congregaciones
En 1603, se designó a Antonio de Castrejón como juez congregador para obligar a los naturales de San Simón de los Herreros a congregarse y asistir a los actos religiosos. En 1647, San Gabriel Cuentla tenía 1,850 habitantes y la hacienda de Tenería 573 habitantes, pertenecientes a la parroquia y municipalidad de Tejupilco.

### sigloXIX
Durante la Guerra de Independencia, muchos sansimonenses se unieron a figuras como Miguel Hidalgo, Ignacio López Rayón, José María Morelos y Pavón, así como a los sobrinos del cura Hidalgo, Pedro Ascencio de Alquisiras y Vicente Guerrero. En 1811, insurgentes y españoles destruyeron las minas de San Simón de Guerrero. En marzo de 1811, Juan Bautista de La Torre ejecutó a 16 vecinos de San Simón de los Herreros.
El 13 de octubre de 1881, San Simón de los Herreros se erige como municipio, cambiando su nombre a San Simón de Guerrero. El 28 de octubre se celebra la fiesta patronal en honor a San Simón. Para 1889, el municipio abarcaba 158 kilómetros cuadrados y tenía una población de 5,770 habitantes.

### Época Contemporánea
Desde la década de los sesenta hasta 1998, las autoridades municipales llevaron a cabo proyectos significativos como la construcción de escuelas, caminos, edificios públicos, y la introducción de servicios básicos como agua potable, drenaje y energía eléctrica.
En 1973, bajo el "Programa de Remodelación de Pueblos del Estado de México" liderado por Carlos Hank González, San Simón de Guerrero experimentó una transformación completa de su apariencia pueblerina. Entre 1982 y 1984, se llevaron a cabo inauguraciones importantes, incluyendo la electrificación de La Cumbre, el centro cultural "Vicente Guerrero", la telesecundaria, el centro de desarrollo infantil, el auditorio de San Simón de Guerrero, la plaza cívica Mina de Agua y el auditorio de usos múltiples en la cabecera.
En 1998, se inauguraron el auditorio de la Estancia Vieja, la electrificación en Llano Grande y San Diego Cuentla, la casa cural de San Diego Cuentla y el camino a Rancho Viejo en San Simón de Guerrero.

## Geografía

### Clima
La región experimenta un clima templado subhúmedo con lluvias durante la temporada de verano. La temperatura promedio anual se sitúa en 17 °C, con una máxima de 36 °C y una mínima de 1 °C. La precipitación pluvial anual alcanza los 1,200 milímetros, y se registra un promedio de 55 días con heladas.

### Características del Suelo y Uso del Terreno
Los suelos predominantes son de origen coluvio-aluvial y residual, siendo propicios para la agricultura. En algunas áreas, se encuentran suelos cambisol, andosol, regosol y luvisol, siendo el cambisol el más adecuado para la actividad agropecuaria y el andosol propicio para la reforestación.
La superficie total del municipio abarca 12,742.17 hectáreas, distribuidas de la siguiente manera: 1,648.79 hectáreas para la actividad agrícola, 1,672.37 hectáreas de uso temporal, y 12.42 hectáreas de riego. La actividad pecuaria se desarrolla en una extensión de 1,927.34 hectáreas, la región forestal abarca 8,621.56 hectáreas, y la zona urbana se establece en 19.58 hectáreas.

### Flora
La región se distingue por sus exuberantes bosques de coníferas, ricos en variedades como el ciruelo silvestre que prospera en las montañas del municipio. Además, se encuentran especies como el cedro rojo y blanco, el ocote, el fresno, el eucalipto, el encino, el colorín, el guaje, el ciruelo, el plátano de hueso, el limón, la lima, la naranja, la toronja, el café, el durazno, la granada, la manzana, el aguacate y el Maguey de pulque.

### Fauna
La diversa fauna local incluye especies como el venado, el tigrillo, el gato montés, el coyote, la zorra, el armadillo, el zorrillo, el tlacuache, la víbora mazacuata y la coralilla.

## Gobierno y política
| Presidente municipal          | Periodo   |
| ----------------------------- | --------- |
| Marcelino Cleto Jaime Salinas | 2000-2003 |
| Miguel Ramírez Vargas         | 2003-2006 |
| Porfirio Estrada Cisneros     | 2006-2009 |
| Ruperto Mora López            | 2009-2012 |
| Mario Bernal Rosas            | 2013-2015 |
| Ruperto Mora López            | 2016-2018 |
| Sara Mora de Jesus            | 2019-2022 |

## Centros turísticos
El municipio de San Simón de Guerrero ofrece atractivos turísticos que destacan por su diversidad y belleza. Entre ellos, se encuentran los ríos Grande, de la Manzana y el Chilero, resaltando el encantador puente de cantera de arco de medio punto que combina atractivos arquitectónicos y ecológicos. Los bordos de los Berros, conocidos por la abundancia de berros y su zona cenagosa, atraen a numerosos anátidos durante la temporada invernal. Asimismo, el bordo del Meco presenta un parque hermoso y funcional.
Los cerros de Titipac y del Calvario, que albergan zonas arqueológicas aún por explorar, son especialmente notables. El cerro del Calvario impresiona por su belleza, destacando el acantilado y la exuberante vegetación florecida. Entre los sitios religiosos, los templos de San Gabriel, San Diego (cuyo templo del siglo XVI es el más antiguo del municipio) y la parroquia de San Simón, con su impresionante calcada de acceso, ofrecen experiencias únicas. La plaza de la Constitución también juega un papel importante, especialmente durante su fiesta patronal.
En el barrio del Monte, considerado un paraíso de la florística, los visitantes pueden deleitarse con una exquisita variedad de árboles y plantas florecidas, sin olvidar la riqueza botánica del cerro Colorado.

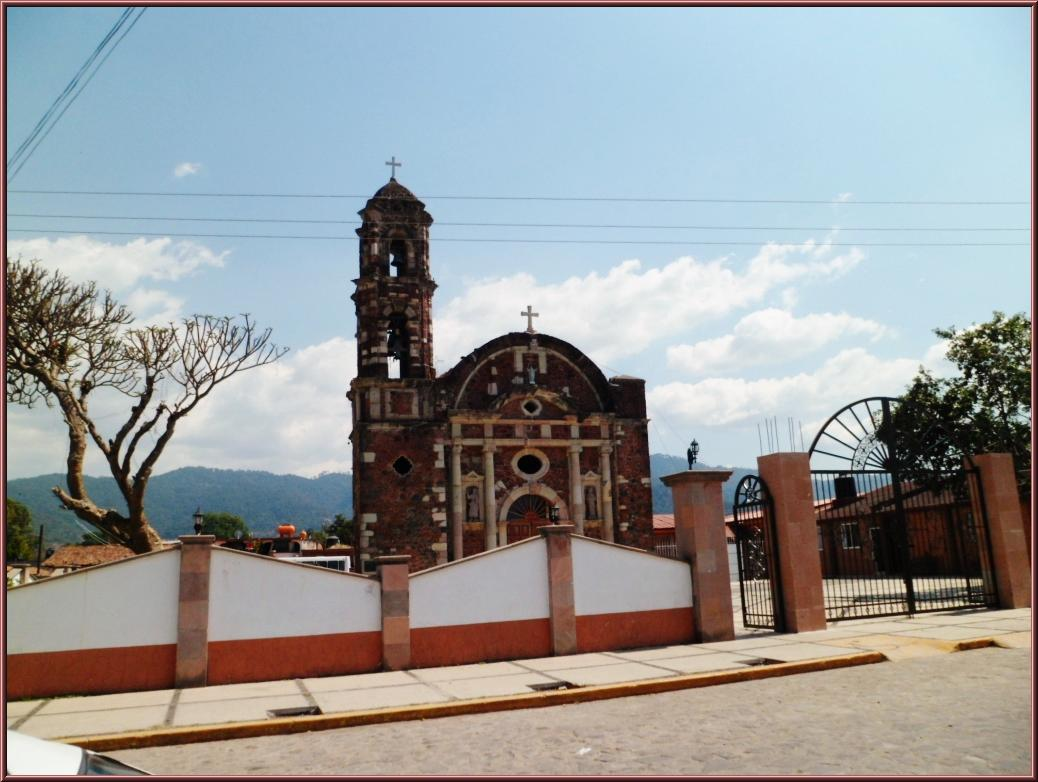
Iglesia de San Simón de los Herreros

### Puntos de Interés
- Los embalses de los Berros y el Meco.
- Las elevaciones de Titipac y del Calvario.
- Los lugares de culto de San Gabriel, San Diego y la iglesia parroquial de San Simón.
- La Plaza de la Constitución.

## Fiestas, danzas y tradiciones
Cada localidad honra a su santo patrón, resaltando las festividades de: 
- San Simón en la cabecera municipal el 28 de octubre. Como preludio a la celebración, todos los domingos de octubre, a partir de las 4 de la mañana, las campanas suenan, la población se levanta y las amas de casa comienzan la preparación de ponche, atoles blanco o negro, elotes, tostadas y tamales, que son distribuidos antes de la misa. Por la tarde, se llevan a cabo las locadas o representaciones públicas, donde los hombres se visten de mujeres, diablos, animales, apaches o personajes populares, mientras la mojiganga recorre las principales calles de la cabecera, realizando bromas ante el público al ritmo de la banda de viento.
- En el barrio de San José, la festividad tiene lugar el 8 de enero; en Estancia Vieja, el 19 de marzo se realiza una de las ferias más tradicionales de la región, destacando los concurridos jaripeos en el toril o ruedo, atrayendo a los mejores charros y aficionados a este deporte campirano.
- El toril, lleno de personas de todas las edades y géneros, es reconocido en toda la zona.
- San Gabriel Cuentla celebra su fiesta el 23 de marzo.
- San Diego Cuentla el 14 de noviembre, y el 12 de diciembre se conmemora en Mina de Agua.[2]

## Artesanías
- En una evocación de "los Herreros", Erasto Bello González se destaca como el último artesano de la herrería, creando magníficas piezas de herrería artística utilizando modelos antiguos.
- Asimismo, Alberto Morales Carreón y sus hijos, Francisco, Luis, Juan, Marcos y Alberto Morales Miranda, trabajan el hierro forjado con habilidad, dando forma a figuras caprichosas, incluyendo representaciones de animales.
- En San Diego Cuentla, la alfarería local produce cántaros de barro, mientras que en la cabecera, la señora Elena Vázquez Flores elabora rebozos de alta calidad.

## Gastronomía
Platillos Típicos: Destacan el mole rojo, la barbacoa de hoyo y las carnitas.
Platillos Exóticos: Se incluyen la cintana, carne de tejón adobada, hongos en chile, pancita y tamales de frijol.
Licores de Frutas: Entre las especialidades locales se encuentran los licores de zarzamora o zarza silvestre, capulín, durazno y tejocote.
Dulces: La chimpa y el capultamal o tamal de capulines son opciones dulces, junto con conservas, jamoncillos y jaleas de duraznos, zarzamora y tejocote.
Pan: El pan casero se vende en amplios canastos.